# Ruben Alexandersson
Ruben "Bua" Alexandersson, född 22 april 1935, är en svensk före detta fotbollsspelare som under åren 1956–1963 gjorde 232 matcher för Kalmar FF.

## Biografi
Alexandersson debuterade i Kalmar FF den 30 september 1956 i en match mot Landskrona Bois. 
Utöver rollen som spelare har han även verkat som assisterande tränare, lagledare och materialförvaltare i olika omgångar i sin långa gärning i Kalmar FF. För lång och trogen tjänst valdes Alexandersson under 2021 in i Kalmar FF Wall of Fame. 
Alexandersson är far till fotbollsspelaren Stefan Alexandersson och farfar till Simon Alexandersson.

### Webbkällor
- https://www.bergkvaraaif.se/om-baif/baif-90/kapitel-6-1960-talet/

1. ↑   Sveriges befolkning 1990. Ramsele: Svensk arkivinformation (SVAR), Riksarkivet. 2011. Libris 12076919. ISBN 9789188366917
2. ↑  Boken om Kalmar FF, Ottosson 2002
3. ↑  https://www.svd.se/a/09217e6b-a5ce-3f29-a13b-91fe4cc463c3/kalmar-kan-fira
4. ↑  https://kalmarff.se/en-ny-spelare-gor-entre-pa-wall-of-fame/